# Wikliniarstwo

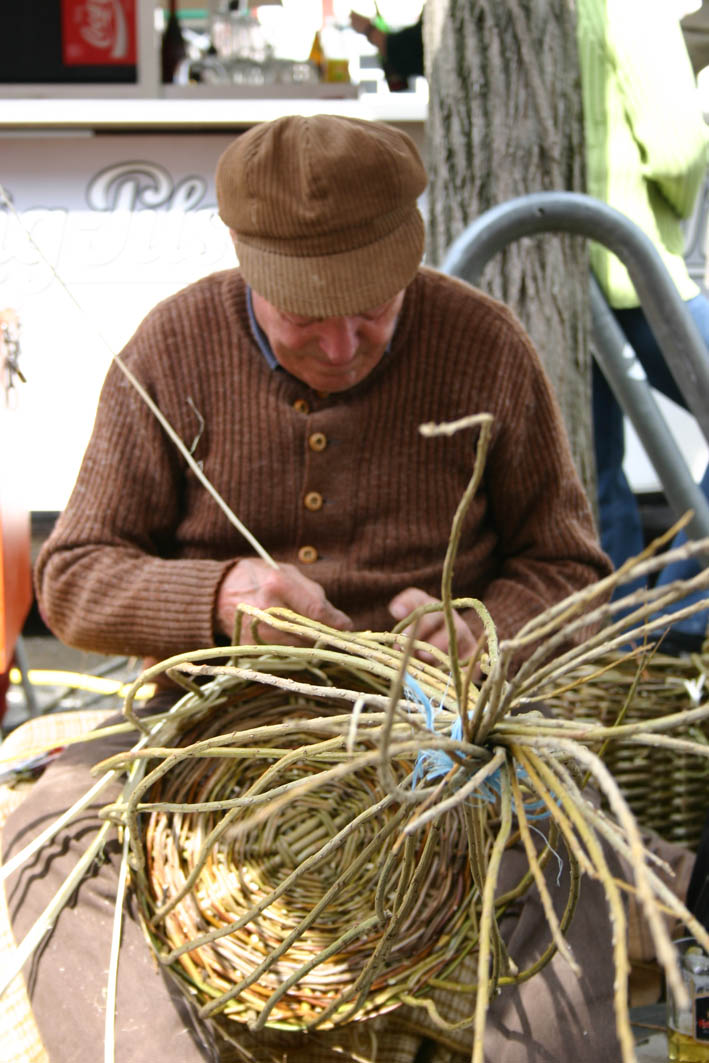
Wyplatanie wikliny

Wikliniarstwo – rzemiosło polegające na wytwarzaniu przedmiotów z wikliny. 
Z wikliny wytwarza się między innymi: meble i wyroby koszykarskie.
W Polsce, m.in. na Śląsku Opolskim, w Rudniku nad Sanem rozwinęły się ośrodki wikliniarskie, w których przekazuje się wiedzę o tym rzemiośle z mistrza na ucznia.